# 車大歳神社
車大歳神社（くるまおおとしじんじゃ）は、兵庫県神戸市須磨区車にある神社である。現在は神職が常駐しておらず、兵庫区上祇園町の祇園神社宮司が兼務している。

## 祭神
- 大歳御祖神（おおとしみおやのかみ）を祀る。

## 歴史
由緒は不明であるが、『武庫郡誌』には大化2年（646年）の創建と記載されている。応永4年（1397年）、摂津国八部郡丹生郷より遷座したとも伝えられる。

## 祭事
毎年1月14日に行われる翁舞神事は、重要無形民俗文化財に指定されている。

## ご朱印
- ご朱印は、兼務社である祇園神社でやっておらず、祇園神社が指定した車大歳神社総代宅へ電話連絡することになる。

## 交通アクセス
- 神戸市営地下鉄西神・山手線妙法寺駅より、北に徒歩17分。